# Стокгольмский папирус
Стокгольмский папирус (также Papyrus Graecus Holmiensis) — рукопись на древнегреческом языке приблизительно 300 года н. э. Стокгольмский папирус является старейшей из сохранившихся алхимических рукописей древности и даёт представление о химических познаниях жителей Древних Египта и Греции периода Античности. Папирус послужил важным звеном процесса передачи практических знаний из александрийского (староегипетского) мира в Византию и Западную Европу.

## Описание
Рукопись написана в Египте приблизительно в 300 году н. э. На 15 листах (30 х 16 см) изложены 154 рецепта окрашивания текстиля, драгоценных камней, очистки жемчуга, имитации золота и серебра. Рецепты в Стокгольмском папирусе кратки, в несколько строк (41-47 на одной странице). Некоторые рецепты алхимического свойства упоминают такие ингредиенты как моча, грудное молоко и кровь козы (рецепты 23 и 36).
Точно не известно, кому адресовывался папирус, но автором, судя по филологическим и палеографическим исследованиям (также схож химический состав чернил), был писец, создавший Лейденский папирус X, который содержит различные рецепты изготовления металлов и сплавов.

## Исследования
Папирус обнаружен, вероятно, в Фивах генеральным консулом Швеции и Норвегии в Александрии Джованни Анастаси, который продал находку Нидерландам в 1832 году. Тогда же папирус и другие предметы из коллекции Анастаси поступили в Шведскую королевскую академию словесности. О рукописи вспомнили лишь в 1906 году, когда её выставили в Музее Виктории (Victoriamuseet) при Упсальском университете.
Первый перевод рукописи на немецкий язык с комментариями представил в 1913 году Отто Лагеркранц. В 1927 году текст переведён на английский язык Эрлом Рэдклиффом Кейли, который опирался на греческий оригинал и немецкий вариант Лагеркранца. Позже появился перевод папируса на французский язык.